# Иванов, Николай Васильевич (политик)
Николай Васильевич Иванов (род. 30 мая 1952 года в деревне Константиновское Костромской области, РСФСР, СССР) — российский политик, депутат Государственной Думы ФС РФ I созыва.

## Биография
В 1974 году окончил Костромской сельскохозяйственный институт. С 1974 по 1975 год служил в рядах Советской армии.
После демобилизации, с 1975 по 1976 год работал начальником обменного пункта районного отделения «Сельхозтехника». С 1976 по 1977 год был вторым секретарём Дубровского районного комитета ВЛКСМ. Был председателем колхоза имени Калинина в деревне Пеклино Дубровского района Брянской области, позже работал начальником управления сельского хозяйства Дубровского района.
В 1989 году выдвигался кандидатом в народные депутаты Верховного Совета СССР, во время избирательной кампании снял свою кандидатуру.
В 1993 году Н. В. Иванов был избран депутатом Государственной Думы РФ I по списку Аграрной партия России. В государственной думе входил во фракцию Аграрной партии России, был членом комитета Государственной думы по экономической политике.
В октябре 1995 года досрочно сложил депутатские полномочия в связи с переходом на работу в Счётную палату РФ. Мандат перешел Борису Хангельдыеву С 1995 года работал в Счётной палате Российской Федерации в должности начальника инспекции по оперативному контролю за исполнением бюджета, сводному отчёту и экспертно-аналитической работе, позже был назначен директором департамента аппарата Счётной палаты РФ.

## Награды
Медаль «За заслуги перед Отечеством» II степени (Указ президента РФ № 1495 от 06.11.2012 г.)